# Beskia aelops
Beskia aelops är en tvåvingeart som först beskrevs av Walker 1849.  Beskia aelops ingår i släktet Beskia och familjen parasitflugor. Inga underarter finns listade.